# Zweispurig
Unter zweispurig versteht man technische Vorrichtungen, deren Fortbewegung in „zwei Spuren“ erfolgt. Am häufigsten wird der Begriff bei Straßenfahrzeugen und Verkehrswegen verwendet.

## Zweispurige Fahrzeuge
Als zweispurige Fahrzeuge gelten jene, deren Räder bei Geradeausfahrt in zwei Spuren nebeneinander angeordnet sind. 4-, 6- oder 8-rädrige Fahrzeuge sind meist zweispurig ausgeführt, zum Beispiel PKW oder LKW (wenn nicht eine Achse schmaler als die andere ist). Ein LKW mit Zwillingsreifen zählt zwar als zweispurig, technisch betrachtet ist er allerdings 4-spurig.
Eisenbahnen sind in diesem Sinne immer zweispurige Fahrzeuge, Schienenfahrzeuge nicht immer.
Kraftfahrzeuge mit drei Rädern sind nur mit symmetrischer Radanordnung dreispurig, ansonsten gelten sie als einspurige Kraftfahrzeuge. Rechtlich gesehen sind Krafträder mit Beiwagen weder zweispurig, noch dreispurig, sondern einspurig. Krafträder mit Beiwagen verfügen hinten zwar über zwei Räder, diese sind allerdings nicht mit einer gemeinsamen Achse verbunden, somit erklärt sich deren Einspurigkeit. Dreirädrige Kraftfahrzeuge (sogenannte Trikes) hingegen sind dreispurig (mehrspurig).
Während das Fahren mit einspurigen Straßenfahrzeugen eine gewisse Übung und Gleichgewichtssinn erfordert, ist dies beim zweispurigen Fahren nicht notwendig (zumindest bei mehr als einer Achse). Allerdings sind zwei- und mehrspurige Fahrzeuge bei niedrigeren Geschwindigkeiten meist nicht so wendig wie schmale einspurige, bei höheren Geschwindigkeiten kompensieren die ansteigenden Kreiselkräfte den fehlenden Seitenhalt und führen eher zu einer höheren Richtungsstabilität und so zu einem Vorteil der mehrspurigen Fahrzeuge. Bei Kurvenfahrt am Limit ist ein mehrspuriges Fahrzeug einfacher zu beherrschen als ein einspuriges, da dieses entweder kippt oder wegrutscht, aber eher nicht beides gleichzeitig eintritt.
Siehe auch
- Spurrillen

## Zwei- und mehrspurige Verkehrswege
Die Bezeichnung „zweispurig“ wird bei Verkehrswegen umgangssprachlich für „zweistreifig“ verwendet. Es sind im Regelfall Fahrbahnen für Fahrzeuge, die gleichzeitig in beiden Richtungen befahrbar sind. Sie können – technisch betrachtet – jedoch auch drei-, vier- oder mehrstreifig sein. Autobahnen bestehen in jeder Richtung in der Regel aus zwei markierten Fahrstreifen und einem Seitenstreifen (umgangssprachlich: „Standstreifen“). Vom Gegenverkehr räumlich und baulich getrennte Fahrbahnen werden als Richtungsfahrbahn bezeichnet. Z. B. A 96 Lindau - München hat eine Richtungsfahrbahn nach München, diese ist zweistreifig, kurz vor München dreistreifig, die Richtungsfahrbahn nach Lindau ist hinter München erst dreistreifig, später dann zweistreifig. Die Autobahn hat somit einen vierstreifigen, in Teilbereichen sechsstreifigen Ausbau. Die beiden Seitenstreifen werden nicht mitgezählt, da sie nicht Teile der Fahrbahn sind. Seitenstreifen gehören allerdings zur Straße.
Die meisten Tunnel sind zweistreifig, jedoch mit Gegenverkehr – was den heutigen Sicherheitsstandards nur bedingt entspricht. Erst eine zweite Tunnelröhre bietet ausreichende Möglichkeiten für sichere Fluchtwege und für das lokale Ausweichen bei einem Unfall oder größeren Brand.
Bisher stehen jedoch einem solchen durchgängigen Ausbau von Verkehrswegen die hohen Baukosten und manchmal auch andere Hindernisse entgegen (schwierige Geologie oder Wassereinbruch bei Tunnelröhren, hohe Grundpreise, rechtliche Probleme usw.).
Nach einigen schweren Unfällen und Brandkatastrophen ab den 1990er Jahren (Pfänder-, Montblanc-, Tauern-, Gotthardtunnel) wuchs in Europa die politische Übereinstimmung, die noch existierenden zweistreifigen Eisenbahn- und Straßentunnel mit Gegenverkehr durch zusätzliche Tunnelröhren auszubauen.
Siehe auch
- Ausweiche, sog. "Kriechspur", Sicherheitsabstand, Überholvorgang

## Zweispurig im übertragenen Sinn
Das Wort „zweispurig“ (manchmal auch „doppelspurig“) wird in der Alltag- und in mancher Fachsprache auch im übertragenen Sinn verwendet:
- Zweispurig als Synonym für zweifach (z. B. zweispurige Vorgangsweise in einem Forschungsprojekt)
- Zweispurig als Synonym für zweidimensional
- Auf Tonträgern im Sinn von Stereo
- Zweispurig im Sinn von „zur Sicherheit eine zweite Möglichkeit offenhalten“.